# Bảng chữ cái tiếng Filipino
Bảng chữ cái Filipino hiện đại (tiếng Filipino: Makabagong alpabetong Filipino), còn được gọi là Bảng chữ cái Filipino (tiếng Filipino:alpabetong Filipino), là bảng chữ cái của Tiếng Filipino - một trong hai ngôn ngữ chính thức của Philippines (cùng với tiếng Anh). Bảng chữ cái này bao gồm 28 chữ cái: 26 chữ cái của Bảng chữ cái Latinh cơ bản của ISO và chữ Ñ, Ng.
| Chữ viết hoa    |   |   |   |   |   |   |   |   |   |   |   |   |   |   |    |   |   |   |   |   |   |   |   |   |   |   |   |
| A               | B | C | D | E | F | G | H | I | J | K | L | M | N | Ñ | NG | O | P | Q | R | S | T | U | V | W | X | Y | Z |
| Chữ viết thường |   |   |   |   |   |   |   |   |   |   |   |   |   |   |    |   |   |   |   |   |   |   |   |   |   |   |   |
| a               | b | c | d | e | f | g | h | i | j | k | l | m | n | ñ | ng | o | p | q | r | s | t | u | v | w | x | y | z |